# ORF (телерадіокомпанія)
ORF (нім. Österreichischer Rundfunk) — австрійська компанія суспільного телерадіомовлення. Утворена в 1955 році внаслідок об'єднання регіональних компаній. Об'єднує 4 теле- і 12 радіоканалів. Є членом Європейської мовної спілки.
Центральний офіс компанії розташований у Відні, де створюється основний медійний продукт. У кожній з дев'яти федеральних земель країни є регіональні студії, які як і в столиці працюють за трьома напрямами: радіо, телебачення і інтернет.

## Телеканали
- ORF eins (перший канал) — основні передачі: ток-шоу, анімаційні і художні фільми, розважальні програми;
- ORF 2 — інформаційний телеканал, наповнений в основному новинами, документальними фільмами;
- ORF ІІІ — канал культури;
- ORF SPORT PLUS — спортивний канал.

Популярні спортивні події транслюються на першому і другому каналах. Менш популярні спортивні події транслюються на четвертому каналі.

## Основні радіоканали
- Австрія 1 — інформаційно-культурний радіоканал;
- Австрія 2 — регіональне мовлення;
- Radio 1476 — цілодобове мовлення на Відень;
- Австрія 3[de] — молодіжний радіоканал;
- FM-4 — зорієнтований на молодіжно-студентську аудиторію.

## Фінансування
Кошторис телерадіокомпанії складається з ліцензійного збору із громадян країни (приблизно 20 євро на місяць) — 65 %, доходів від реклами — 35 %.

## Особливості
Першою жінкою, яка стала режисером кримінального телесеріалу «Tatort» стала Сабіна Дерфлінґер